# Олена Неманич Шубич
Олена Шубич (серб. кирилиця: Јелена Шубић; Jelena Nemanjić Šubić (Јелена Нямањић Шубић)) — донька Стефана Уроша III Дечанського з Сербії та зведеною сестрою Стефана Душана. Була одружена з хорватським магнатом Младеном III Шубичем, князем Брибирським зі знатного роду Шубичів. Вони правили з фортеці Клис у Далмації. Після смерті Младена III Шубича вона правила як його вдова Скрадіином і Клисом.
Після смерті князя Младена III (1348) далматинськими містами Клис і Скрадин правила Олена, від імені їх сина Младена IV. У неї було багато противників, починаючи з 1351 року. Спочатку від дружини Павла III Катерини Дандоло з Венеції, потім Єлени Шубіч, матері бана Твртко I Боснії. Матір Твртко відкрито підтримував король Угорщини Людовик I, хоча Людовик I насправді хотів ці міста для себе. У 1355 році Венеційська республіка надіслала пропозицію купити у неї міста, але оскільки вона відмовилася та не змогла захистити міста від багатьох претендентів, вона попросила допомоги свого брата імператора Стефана Душана. Душан послав Пальмана до Клиса, а Джураша Іліїча до Скрадина. Міста згодом були звільнені, після того як жителі виявили неготовність і деякі невирішальні бої, а Джураш після смерті Душана (20 грудня 1355) поступився Скрадином Венеції. Душан шукав у Венеції флотилію для своєї запланованої кампанії на Константинополь і наказав Джурашу поступитися Скрадином, якщо його не вдасться захистити. Згодом Пальман без конфлікту передав Клис угорцям. Пальман взяв Олену з собою, але Младен IV залишився як політичний заручник.